# 施瓦岑巴赫
施瓦岑巴赫（德語：Schwarzenbach）是德国巴伐利亚州的一个市镇。总面积11.90平方公里，总人口1174人，其中男性553人，女性621人（2011年12月31日），人口密度99人/平方公里。